# Barbet Schroeder
Barbet Schroeder, född 26 augusti 1941 i Teheran, är en fransk filmregissör och producent. Han har även gjort några cameoframträdanden.

## Filmografi i urval
- 1969 – More
- 1972 – La Vallée
- 1974 – General Idi Amin Dada
- 1987 – Barfly
- 1990 – Mysteriet von Bülow
- 1992 – Ensam ung kvinna söker
- 1995 – Dödskyssen
- 1996 – Before and After
- 1998 – Sista utvägen
- 2002 – Iskallt mord
- 2006 – Paris, je t'aime (roll, ej regi)
- 2007 – Djävulens advokat